# Gocta
Gocta (hiszp. la catarata Gocta) – dwustopniowy wodospad, odkryty dopiero w 2002 w niedostępnym zakątku Andów w Peru. Ma 771 m wysokości, co daje mu ósme miejsce wśród najwyższych wodospadów świata (za wodospadami Salto Angel, Tugela, Ramnefjellsfossen i Mongefossen). Niektóre źródła podają, że jest to trzeci pod względem wodospad świata, ale nie biorą oni pod uwagę dwóch wspomnianych wcześniej norweskich wodospadów, które są jednak od niego wyższe. Po raz pierwszy został sfilmowany w marcu 2006.